# إجناسيو سيريتشيو
إجناسيو سيريتشيو هو ممثل أمريكي أرجنتيني ولد في 19 أبريل 1982.